# Ciclone Kara
O ciclone tropical severo Kara (designação do JTWC: 20S; também conhecido simplesmente como ciclone Kara) foi um intenso ciclone tropical que chegou a ameaçar a costa da Austrália Ocidental no final de Março de 2007. Kara é o oitavo ciclone tropical e o sexto sistema tropical nomeado da temporada de ciclones na região da Austrália de 2006-07 e formou-se de uma área de baixa pressão tropical em 23 de Março. Kara inicialmente seguiu para oeste antes de seguir para o sul e para leste-sudeste, atingindo o seu pico de intensidade com ventos máximos sustentados de 195 km/h antes de encontrar condições meteorológicas hostis e se enfraquecer antes de atingir a costa australiana.
Mesmo não atingindo a costa, Kara provocou severas chuvas ao longo da costa das regiões de Pilbara e Kimberley, na Austrália Ocidental. No entanto, não foi relatado qualquer impacto associado ao ciclone.

## História meteorológica

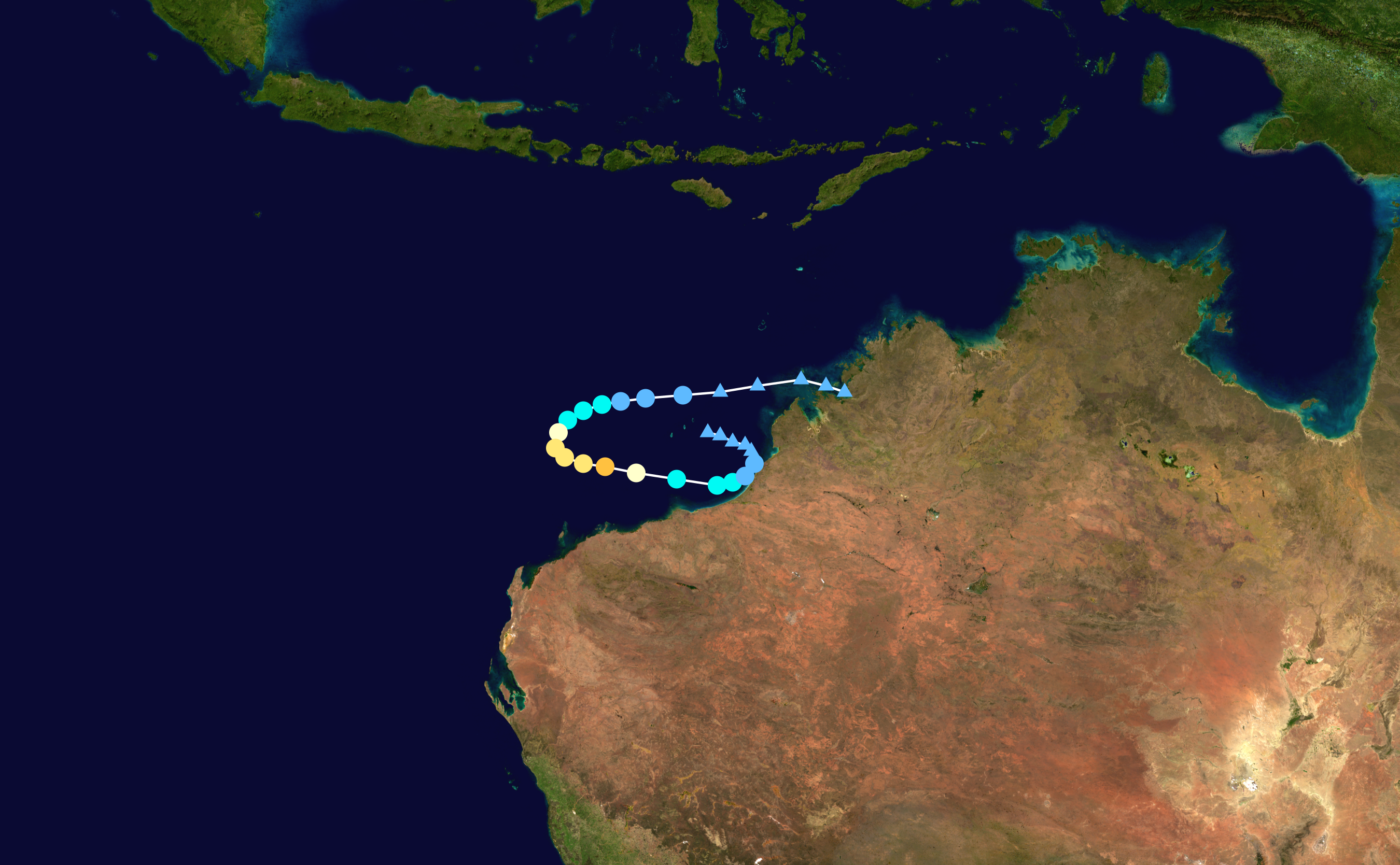
O caminho de Kara

A área de convecção que viria dar origem ao ciclone Kara foi observada pela primeira vez em 23 de Março a cerca de 480 km ao norte de Port Hedland, Austrália. Quase que imediatamente, o Joint Typhoon Warning Center (JTWC) começou a monitorar o sistema como uma perturbação tropical. Inicialmente, o sistema estava num ambiente com cisalhamento do vento moderado e o Centro de Aviso de Ciclone Tropical (CACT) de Perth começou a monitorar o sistema como uma área de baixa pressão tropical (i. e. depressão tropical) durante a manhã (UTC) de 24 de Março. No começo da madrugada do dia seguinte, o JTWC emitiu um alerta de formação de ciclone tropical (AFCT) sobre o sistema, mencionando sobre a possibilidade do sistema se tornar um ciclone tropical significativo dentro de 24 horas. A partir de então, o sistema começou a se intensificar rapidamente e o CACT de Perth classificou a perturbação como um ciclone tropical significativo e atribuiu-lhe o nome Kara, enquanto que o JTWC fez o mesmo praticamente ao mesmo tempo, atribuindo-lhe a designação 20S.
Kara intensificou-se explosivamente enquanto seguia para oeste-sudoeste ao longo da periferia de uma alta subtropical. No entanto, o sistema começou a seguir para sul assim que um cavado de média latitude criou uma brecha na alta subtropical. No final da noite de 25 de Março, Kara começou a apresentar um olho de aproximadamente 18 km de diâmetro no interior de suas áreas de convecção. Kara atingiu seu primeiro pico de intensidade com ventos máximos sustentados em 10 minutos de 185 km/h em 26 de Março. O progresso de um cavado de médias latitudes sobre a região de Pilbara, Austrália Ocidental causou a total dissipação da alta subtropical e subsequentemente causou a mudança de direção de deslocamento do ciclone, que passou a seguir para leste-sudoeste. Kara iniciou uma pequena tendência de enfraquecimento, sendo que seu olho desapareceu de imagens de satélite durante aproximadamente 13 horas durante 26 de Março. No entanto, o seu olho reapareceu assim que Kara voltou a se intensificar, alcançando o pico de intensidade no começo da madrugada de 27 de Março, com ventos máximos sustentados de 195 km/h.
Sendo um sistema extremamente pequeno, com um raio de ventos máximos de apenas 110 km, Kara era um ciclone sensível a qualquer mudança nas condições meteorológicas. Com a aproximação do cavado de médias latitudes, o cisalhamento do vento aumentou bruscamente e o ciclone começou a se enfraquecer rapidamente. Rapidamente o centro ciclônico de baixos níveis ficou exposto e, em apenas 24 horas, o ciclone se enfraqueceu de 195 km/h para apenas 55 km/h. Com isso, por volta do meio-dia de 27 de Março, o JTWC emitiu seu último aviso sobre o sistema, enquanto que no começo da madrugada de 28 de Março, o CACT de Perth desclassificou Kara para uma área de baixa pressão tropical. Naquele momento, o centro do sistema estava próximo à costa da região de Pilbara, Austrália Ocidental, perto da pequena cidade de Wallal. A área de baixa pressão tropical remanescente de Kara começou a seguir para nordeste e então para o norte assim que uma nova alta subtropical se formava na região. O sistema se dissipou totalmente sobre o mar de Arafura por volta do meio-dia de 29 de Março.

## Preparativos e impactos
Um alerta de ciclone foi declarado para toda a costa da região de Pilbara e para a maior parte da costa da região de Kimberley em 24 de Março. No dia seguinte um aviso de ciclone foi emitido para a costa entre as cidades de Exmouth e Wallal. Mais tarde, o aviso foi restringido para a costa entre Pardoo e Bidyadanga. Em 28 de Março, com a dissipação do ciclone, todos os avisos e alertas foram cancelados. As bandas de tempestade externas atingiram porções da costa de Pilbara, sendo que Pardoo registrou 361 mm de precipitação acumulada. A pequena cidade de Mandora registrou 249,4 mm e Wallal registrou 244 mm. Na porção oeste da região de Kimberley, apenas algumas áreas isoladas receberam mais de 100 mm de chuva. Como Kara atingiu somente áreas com baixa densidade populacional, as enchentes causadas pelo sistema não provocou impactos. No entanto, o porto de Port Hedland teve que ser fechado temporariamente e uma empresa de extração de minério teve que evacuar suas dependências devido à ameaça do ciclone.